# El Chayote (Aguascalientes)
El Chayote es una localidad del estado mexicano de Aguascalientes. Es parte del municipio de Tepezalá.

## Demografía
| Gráfica de evolución demográfica |
|                                  |

| Censo | Población |
| ----- | --------- |
| 1940  | 403       |
| 1950  | 690       |
| 1960  | 800       |
| 1970  | 1 174     |
| 1980  | 1 342     |
| 1990  | 1 608     |
| 2000  | 1 758     |
| 2010  | 1 817     |
| 2020  | 1 754     |